# Marysia Starosta
Marysia Starosta, właśc. Maria Starosta (ur. 19 marca 1981 w Warszawie) – polska piosenkarka, kompozytorka i autorka tekstów.

## Życiorys
Absolwentka Państwowej Szkoły Muzycznej im. Fryderyka Chopina w Warszawie I i II stopnia w klasie fortepianu. Gościnnie wystąpiła w nagraniach takich grup muzycznych i wykonawców jak: VNM, Robert M, Borys Szyc, Fu i Pokój z Widokiem na Wojnę. Jako chórzystka współpracowała z takimi wykonawcami jak: Martyna Jakubowicz, Afromental, Kombii, Golec uOrkiestra, De Mono, Piotr Polk i Krzysztof Krawczyk.
21 listopada 2008 roku nakładem EMI Music Poland ukazał się debiutancki album piosenkarski zatytułowany Maryland. Wydawnictwo zostało zrealizowane we współpracy z producentami muzycznymi Grzechem Piotrowskim oraz Matheo. Nagrania były promowane teledyskiem do utworu „Nie ma nas”.
11 marca 2011 roku ukazał się singel „Sztruks” promujący album Czysta brudna prawda, który piosenkarka nagrała wraz raperem Wojciechem Sosnowskim znanym jako Sokół. Premiera albumu sygnowanego jako Sokół i Marysia Starosta odbyła się 13 maja 2011. Album dotarł na 4. miejsca listy OLiS. 19 września odbyła się oficjalna premiera utworu „Prosto w kosmos” nagranego przez Sokoła i Marysię z gościnnym udziałem Dioxa, Jurasa i VNMa, który promował start pierwszego polskiego sztucznego satelity naukowego „Lem”. Premiera odbyła się w Centrum Badań Kosmicznych w Warszawie po uroczystym nadaniu satelicie imienia „Lem”, gdzie Marysia wraz z resztą wykonała utwór na żywo. Na satelicie umieszczona została tabliczka z pseudonimami wszystkich artystów biorących udział w nagraniu tego utworu. W 2013 duet wydał drugi album pt. Czarna biała magia.
21 września 2018 nakładem wytwórni Universal Music Polska wydano drugi album Marysi Starosty, zatytułowany Ślubu nie będzie, wyprodukowany przez duet Sampler Orchestra.
Prywatnie Maria Starosta była związana z wyżej wymienionymi Grzegorzem Piotrowskim i Wojciechem „Sokołem” Sosnowskim.

## Dyskografia

### Albumy
| Maryland                          | - Data: 21 listopada 2008 - Wydawca: EMI Music Poland      | –  |                |                           |
| Czysta brudna prawda (oraz Sokół) | - Data: 13 maja 2011 - Wydawca: Prosto                     | 4  | - POL: 90 000+ | - POL: 3x platynowa płyta |
| Czarna biała magia (oraz Sokół)   | - Data: 13 grudnia 2013 - Wydawca: Prosto                  | 1  | - POL: 60 000+ | - POL: platynowa płyta    |
| Ślubu nie będzie                  | - Data: 21 września 2018 - Wydawca: Universal Music Polska | 45 |                |                           |
| „–” album nie był notowany.       |                                                            |    |                |                           |

### Single
| Tytuł                   | Rok  | Pozycja na liście | Pozycja na liście | Album            |
| Tytuł                   | Rok  | RMF               | RDN               | Album            |
| ----------------------- | ---- | ----------------- | ----------------- | ---------------- |
| „Nie ma nas”            | 2008 | 4                 | 8                 | Maryland         |
| „Taka miłość”           | 2009 | –                 | 10                | Maryland         |
| „Czas zmienił wszystko” | 2009 | –                 | –                 | Maryland         |
| „Dlatego”               | 2018 | –                 | –                 | Ślubu nie będzie |
| „Hibiskus”              | 2018 | –                 | –                 | Ślubu nie będzie |
| „Sama”                  | 2019 | –                 | –                 | Ślubu nie będzie |
| „Nie”                   | 2019 | –                 | –                 | Ślubu nie będzie |

Inne
| Album                                               | Rok  | Utwór                                                                                                   | Źródło |
| --------------------------------------------------- | ---- | --- | ------ |
| Dekalog hip-hop (kompilacja)                        | 2005 | Vienio, Pele, Marysia Starosta – „Dla nich Ty”                                                          | [ 21 ] |
| Robert M – Taxi                                     | 2009 | „Chciałbym tu” (gościnnie: Sokół, Marysia Starosta)                                                     | [ 22 ] |
| Fu – Retrospekcje                                   | 2009 | „Ekskluzywny nokaut” (gościnnie: WWO, Marysia Starosta)                                                 | [ 23 ] |
| Borys Szyc – Feelin’ Good                           | 2009 | „Nothing Compares To You” (gościnnie: Marysia Starosta) „Wszystkie drogi” (gościnnie: Marysia Starosta) | [ 24 ] |
| Pokój z Widokiem na Wojnę – 2010                    | 2010 | „Pokój z widokiem na wojnę” (gościnnie: Sokół, Marysia Starosta)                                        | [ 25 ] |
| Prosto Mixtape 600V (kompilacja)                    | 2010 | Marysia Starosta, Sokół, VNM – „Uciec” VNM, Marysia Starosta – „Jednorazowo” (Prosto Remix)             | [ 26 ] |
| Brahu – Chaos                                       | 2011 | „Dobre życie” (gościnnie: Marysia Starosta)                                                             | [ 27 ] |
| VNM – Etenszyn: Drimz Kamyn Tru                     | 2012 | „Dym” (gościnnie: Marysia Starosta)                                                                     | [ 28 ] |
| Bosski Roman – Krak 4                               | 2012 | „Czym jest sukces?” (gościnnie: Sokół, Marysia Starosta)                                                | [ 29 ] |
| Zjawin – Wszystko jedno                             | 2012 | „Ślub” (gościnnie: Sokół, Marysia Starosta)                                                             | [ 30 ] |
| Prosto XV (kompilacja)                              | 2014 | Sokół, Marysia Starosta – „Czysta brudna prawda”                                                        | [ 31 ] |
| WhiteHouse – Kodex 5 Elements                       | 2014 | „To” (gościnnie: Marysia Starosta, Sokół)                                                               | [ 32 ] |
| Bosski Roman – TheRapYa szokowa dozwolona od lat 18 | 2014 | „Czym jest sukces” (gościnnie: Sokół, Marysia Starosta)                                                 | [ 33 ] |
| Pokój z Widokiem na Wojnę – Grawitacja              | 2014 | „Religia” (gościnnie: Sokół, Marysia Starosta)                                                          | [ 34 ] |
| Prosto Mixtape IV (kompilacja)                      | 2015 | Sokół, Marysia Starosta, Bilon – „Zepsute miasto Prosto Remix”                                          | [ 35 ] |

## Teledyski
| Tytuł                                                                                         | Rok  | Reżyseria/Realizacja      | Album                | Źródło |
| --------------------------------------------------------------------------------------------- | ---- | ------------------------- | -------------------- | ------ |
| „Nie ma nas”                                                                                  | 2008 | –                         | Maryland             | [ 36 ] |
| „Sztruks” (oraz Sokół)                                                                        | 2011 | Kuba Dąbrowski            | Czysta brudna prawda | [ 37 ] |
| „Reset” (oraz Sokół)                                                                          | 2011 | Wal&Gura, Kuba Łubniewski | Czysta brudna prawda | [ 38 ] |
| „Myśl pozytywnie” (oraz Sokół)                                                                | 2012 | Wal&Gura, Kuba Łubniewski | Czysta brudna prawda | [ 39 ] |
| „W sercu” (oraz Sokół)                                                                        | 2012 | Wal&Gura                  | Czysta brudna prawda | [ 40 ] |
| „Wyblakłe myśli” (oraz Sokół)                                                                 | 2013 | Maciek Szupica, Wal&Gura  | Czarna biała magia   | [ 41 ] |
| „Zepsute miasto” (oraz Sokół)                                                                 | 2014 | Jakub Radej               | Czarna biała magia   | [ 42 ] |
| „Każdy dzień”                                                                                 | 2015 | Wal&Gura                  | Czarna biała magia   | [ 43 ] |
| „Dlatego”                                                                                     | 2018 | Piotr Smoleński           | Ślubu nie będzie     | [ 44 ] |
| „Hibiskus”                                                                                    | 2018 | Mateusz Holak             | Ślubu nie będzie     | [ 45 ] |
| „Sama”                                                                                        | 2019 | Rafał Gawryś              | Ślubu nie będzie     | [ 46 ] |
| Gościnnie                                                                                     |      |                           |                      |        |
| Pokój z Widokiem na Wojnę – „Pokój z widokiem na wojnę” (gościnnie: Sokół i Marysia Starosta) | 2010 | 1cell                     | 2010                 | [ 47 ] |

## Filmografia
| Tytuł      | Rok  | Uwagi                                         | Źródło |
| ---------- | ---- | --------------------------------------------- | ------ |
| „One Love” | 2012 | film dokumentalny, reżyseria: Paweł Grabowski | [ 48 ] |

## Nagrody i wyróżnienia
| Rok  | Kategoria              | Tytułem            | Nagroda        | Nota      | Źródło |
| ---- | ---------------------- | ------------------ | -------------- | --------- | ------ |
| 2015 | Klip roku              | „Zepsute miasto”   | Sztosy 2014    | Nominacja | [ 49 ] |
| 2015 | Album roku hip-hop     | Czarna biała magia | Fryderyki 2015 | Nominacja | [ 50 ] |
| 2019 | Album roku alternatywa | Ślubu nie będzie   | Fryderyki 2019 | Nominacja | [ 51 ] |